# Dying Is Your Latest Fashion
Dying Is Your Latest Fashion – debiutancki album amerykańskiego Post-hardcore'owego zespołu Escape the Fate, wydany 26 września 2006 roku. Tytuł albumu pochodzi z wersu z refrenu utworu "Situations". Album zawiera dziewięć nowych utworów plus dwa utwory pochodzące z "There’s No Sympathy For The Dead". "Not Good Enough for Truth in Cliché" i "Situations" zostały wydane jako single oraz nakręcono do nich teledyski dla. Jest to jedyny pełnometrażowy album z wokalistą Ronniem Radke i gitarzystą Omarem Espinosa. Na okładce jest Mandy Murders.

## Promocja i wydanie
Escape the Fate wydało EP wyłącznie na iTunes w dniu 20 listopada 2007 r., która zawierała "Situations", teledysk, i B-side "Make Up".
"The Webs We Weave" miał być trzecim singlem, ale w tym czasie Ronnie Radke opuścił zespół.

## Lista utworów
Wszystkie utwory są napisane i skomponowane przez Escape the Fate.
1. "The Webs We Weave" - 2:54
2. "When I Go Out, I Want to Go Out on a Chariot of Fire" - 4:01
3. "Situations" - 3:08
4. "The Guillotine" - 4:32
5. "Reverse This Curse" - 3:41
6. "Cellar Door" - 4:36
7. "There’s No Sympathy For The Dead (Featuring Carson Allen z On The Last Day)" - 5:25
8. "My Apocalypse" - 4:43
9. "Friends and Alibis" - 4:10
10. "Not Good Enough for Truth in Cliché" - 3:50
11. "The Day I Left the Womb" - 2:25

## Personel
Escape the Fate
- Ronnie Radke – wokal
- Max Green - bass, wokal
- Bryan "Monte" Money - gitara, wokal
- Robert Ortiz - perkusja, instrumenty perkusyjne, wokal
- Omar Espinosa - gitara rytmiczna, wokal

Produkcja
- Ryan Baker - producent
- Michael Baskette - producent, miksowanie, produkcja dźwięku
- Marlene Guidara - fotograf
- Dave Holdredge - inżynier dźwięku, miksowanie
- Jeff Moll - Cyfrowa edycja
- Nick Pritchard - design
- Mandy Murders - dziewczyna z okładki

Dodatkowi muzycy
- Carson Allen - wokal, instrumenty klawiszowe, kompozytor na "Not Good Enough for Truth In Cliché", "Make Up", "When I Go Out, I Want to Go Out on a Chariot of Fire" i "There’s No Sympathy For The Dead"
- Michael Baskette - kompozytor na "Not Good Enough for Truth In Cliché", "Make Up", "When I Go Out, I Want to Go Out on a Chariot of Fire" and "There’s No Sympathy For The Dead"
- Karen Schielke - programowanie, syntezatory
- Jeff Moll - programowanie
- Dave Holdredge - wiolonczela
- Mike Booth - kompozytor